# قانون امید ریاضی کل
در نظریه احتمالات قضیه‌ای وجود دارد که با نام‌های قانون کل امید ریاضی، قانون امید ریاضی کل (به انگلیسی: Law of total expectation)، قانون برج یا قانون آدام شناخته می‌شود. این قانون بیان می‌کند که اگر {\displaystyle X} متغیری تصادفی باشد که امید ریاضی آن {\displaystyle \operatorname {E} (X)} تعریف شده باشد، و {\displaystyle Y} یک متغیر تصادفی دلخواه روی همان فضای نمونه باشد، آنگاه {\displaystyle \operatorname {E} (X)=\operatorname {E} (\operatorname {E} (X\mid Y))}؛
به این معنی که امید ریاضیِ امید ریاضی {\displaystyle X} به شرط {\displaystyle Y}، با امید ریاضی {\displaystyle X} برابر است.

## مفهوم

### مفهوم ریاضی[۳]
می‌دانیم که {\displaystyle \operatorname {E} [X\mid Y]} تابعی از متغیر تصادفی {\displaystyle Y} است که مقدارش در {\displaystyle Y=y} برابر با {\displaystyle \operatorname {E} [X\mid Y=y]} می‌باشد. توجه کنید که {\displaystyle \operatorname {E} [X\mid Y]} خود نیز یک متغیر تصادفی است.
یک خاصیت بی‌نهایت مهم از امید ریاضی شرطی این است که برای تمام متغیرهای تصادفی {\displaystyle X} و {\displaystyle Y} داریم
{\displaystyle \operatorname {E} (X)=\operatorname {E} (\operatorname {E} (X\mid Y))}.
اگر {\displaystyle Y} یک متغیر تصادفی گسسته باشد، آنگاه معادله بیان می‌کند که
{\displaystyle \operatorname {E} (X)=\sum _{y}\operatorname {E} [X\mid Y=y]\operatorname {P} \lbrace Y=y\rbrace }
درحالیکه اگر {\displaystyle Y} پیوسته با چگالی {\displaystyle f_{Y}(y)} باشند، آنگاه معادله بیان می‌کند که
{\displaystyle \operatorname {E} (X)=\int _{-\infty }^{\infty }\operatorname {E} [X\mid Y=y]f_{Y}(y)dy}.

### مفهوم شهودی[۴]
یک راه برای درک معادله تعبیری به شرح زیر است:
برای محاسبه {\displaystyle \operatorname {E} (X)}، می‌توانیم متوسط وزن دار شده مقدار امید ریاضی شرطی {\displaystyle X} به شرط {\displaystyle Y=y}را اختیار کنیم، بطوریکه که هر جمله {\displaystyle \operatorname {E} [X\mid Y=y]}را توسط احتمال پیشامدی که روی آن شرط گذاشته شده است، وزن‌دار نماییم. این یک نتیجه بی‌نهایت مفید است که ما را قادر می‌سازد تا امیدهای ریاضی را با شرطی کردن روی برخی از مقادیر تصادفی مناسب محاسبه کنیم.

## اثبات قضیه

### حالت گسسته[۵]
با این فرض که هر دو متغیر تصادفی {\displaystyle X} و {\displaystyle Y} گسسته باشند و روی فضای نمونه یکسانی تعریف شده باشند داریم
{\displaystyle {\begin{aligned}\operatorname {E} \left(\operatorname {E} (X\mid Y)\right)&=\operatorname {E} {\Bigg [}\sum _{x}x\cdot \operatorname {P} (X=x\mid Y){\Bigg ]}\\[6pt]&=\sum _{y}{\Bigg [}\sum _{x}x\cdot \operatorname {P} (X=x\mid Y){\Bigg ]}\cdot \operatorname {P} (Y=y)\\[6pt]&=\sum _{y}\sum _{x}x\cdot \operatorname {P} (X=x,Y=y)\\[6pt]&=\sum _{x}x\sum _{y}\operatorname {P} (X=x,Y=y)\\[6pt]&=\sum _{x}x\cdot \operatorname {P} (X=x)\\[6pt]&=\operatorname {E} (X).\end{aligned}}}
بنابر این معادلهٔ زیر برقرار است:
{\displaystyle \operatorname {E} (X)=\operatorname {E} \left(\operatorname {E} (X|Y)\right)}
که به صورت دقیق‌تر یعنی:
{\displaystyle \operatorname {E} _{X}(x)=\operatorname {E} _{Y}\left[\operatorname {E} _{X|Y=y}(x)\right]}طرف راست معادله به امید ریاضی مکرر اشاره دارد و همانطور که گفته شد گاهی اوقات قانون برج یا احتمال برج نامیده می‌شود. این پیش‌فرض در قانون امید ریاضی کل بسیار مورد توجه قرار گرفته است. در امید مکرر برای متغیرهای تصادفی پیوسته، نتایج ما کاملاً با امید مکرر برای متغیرهای تصادفی گسسته قابل قیاس هستند. و نتیجهٔ اصلی هنوز برقرار است:
{\displaystyle \operatorname {E} (X)=\operatorname {E} \left(\operatorname {E} (X|Y)\right)}

### حالت پیوسته (حالت خاص)[۵]
در حالتی که {\displaystyle X} و {\displaystyle Y} متغیرهای تصادفی پیوسته با تابع چگالی احتمال توام{\displaystyle {\begin{alignedat}{2}f(x,y)\end{alignedat}}} هستند، قضیه را ثابت می‌کنیم.
{\displaystyle {\begin{aligned}\operatorname {E} \left(\operatorname {E} (X\mid Y)\right)&=\int _{-\infty }^{\infty }\operatorname {E} (X\mid Y=y)f_{Y}(y)dy\\[6pt]&=\int _{-\infty }^{\infty }{\Biggl (}\int _{-\infty }^{\infty }xf_{X|Y}(x|y)dx{\biggr )}f_{Y}(y)dy\\[6pt]&=\int _{-\infty }^{\infty }x{\Biggl (}\int _{-\infty }^{\infty }f_{X|Y}(x|y)f_{Y}(y)dy{\biggr )}dx\\[6pt]&=\int _{-\infty }^{\infty }x{\Biggl (}\int _{-\infty }^{\infty }{\frac {f_{}(x,y)}{f_{Y}(y)}}f_{Y}(y)dy{\biggr )}dx\\[6pt]&=\int _{-\infty }^{\infty }x{\Biggl (}\int _{-\infty }^{\infty }f_{}(x,y)dy{\biggr )}dx\\[6pt]&=\int _{-\infty }^{\infty }xf_{X}(x)dx\\[6pt]&=\operatorname {E} (X)\end{aligned}}}

## مثال ها

### مثال 1 (کارخانه تولید لامپ)
فرض کنیم دو کارخانه لامپ‌های مورد نیاز بازار را تأمین می‌کنند. طول عمر لامپ‌های کارخانه {\displaystyle X}به‌طور متوسط ۵۰۰۰ ساعت است، درحالیکه طول عمر متوسط لامپ‌های کارخانه {\displaystyle Y}، 4000 ساعت است. می‌دانیم که ۶۰ درصد از همه لامپ‌های موجود را کارخانه {\displaystyle X}تأمین می‌کند. امید ریاضی طول عمر یک لامپ خریده شده چقدر است؟

#### پاسخ
{\displaystyle {\begin{aligned}&\operatorname {E} (L)=\operatorname {E} \left(\operatorname {E} (L\mid X)\right)\\&=\operatorname {E} (L\mid X_{1})\operatorname {P} (X_{1})+\operatorname {E} (L\mid X_{2})\operatorname {P} (X_{2})\\&=5000(.6)+4000(.4)=4600\end{aligned}}}
که:
- {\displaystyle \operatorname {E} (L)}امید ریاضی طول عمر لامپ است؛
- {\displaystyle \operatorname {P} (X)={6 \over 10}} احتمال تولید لامپ خریداری شده توسط کارخانه {\displaystyle X}است؛
- {\displaystyle \operatorname {P} (Y)={4 \over 10}} احتمال تولید لامپ خریداری شده توسط کارخانه {\displaystyle Y}است؛
- {\displaystyle \operatorname {E} (L\mid X)=5000} امید ریاضی طول عمر لامپی است که توسط کارخانه {\displaystyle X}تولید شده؛
- {\displaystyle \operatorname {E} (L\mid Y)=4000} امید ریاضی طول عمر لامپی است که توسط کارخانه {\displaystyle Y}تولید شده.

بنابراین طول عمر مورد انتظار هر لامپ خریداری شده ۴۶۰۰ ساعت است.

### مثال 2 (معدنچی)
۱- یک معدنچی در معدنی که ۳ درب دارد گیر افتاده است. درب اول او را به تونلی هدایت می‌کند که پس از طی مسیری ۲ ساعته، او را به خارج از معدن می‌رساند. درب دوم او را به تونلی می‌برد که پس از ۳ ساعت وی به همان نقطه اول باز می‌گردد. درب سوم هم مانند درب دوم است ولی ۵ ساعت طول می‌کشد تا معدنچی به نقطه اولش بازگردد. با فرض این که به دلیل تاریکی معدنچی نمی‌تواند درب‌ها را از هم تشخیص بدهد و هر بار با احتمال مساوی یکی از درب‌ها را انتخاب کند، امید ریاضی مدت زمانی که طول می‌کشد تا او از معدن خارج شود چند است؟

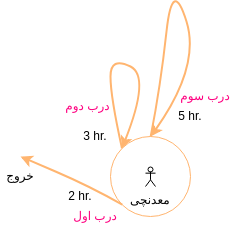
مثال معدنچی

#### پاسخ
مدت زمان مد نظر را با متغیر تصادفی {\displaystyle X} نمایش می‌دهیم. سپس متغیر {\displaystyle Y} را برابر دربی که معدنچی به تصادف انتخاب می‌کند در نظر می‌گیریم. در نتیجه در زمانی که معدنچی شروع به حرکت می‌کند، داریم:
{\displaystyle {\begin{aligned}&\mathop {\mathbb {E} } [X]\\&=\mathop {\mathbb {E} } [X|Y=1].P[Y=1]+\mathop {\mathbb {E} } [X|Y=2].P[Y=2]+\mathop {\mathbb {E} } [X|Y=3].P[Y=3]\\&={\frac {1}{3}}[\mathop {\mathbb {E} } [X|Y=1]+\mathop {\mathbb {E} } [X|Y=2]+\mathop {\mathbb {E} } [X|Y=3]]={\frac {1}{3}}[(2)+(\mathop {\mathbb {E} } [X+3])+(\mathop {\mathbb {E} } [X+5])]\\&={\frac {1}{3}}[(2)+(\mathop {\mathbb {E} } [X]+3)+(\mathop {\mathbb {E} } [X]+5)]\\&=10\end{aligned}}}

### مثال 3 (راه رفتن تصادفی)
فردی روی یک عدد طبیعی تصادفی بین 0 تا {\displaystyle N}قرار دارد و در هرگام با احتمال یک قدم به سمت راست یا چپ بر میدارد و زمانی که به یکی از دو انتهای بازه(0 یا {\displaystyle N}) برسد کار خود را تمام می‌کند. می‌خواهیم متوسط زمانی که طول می‌کشد تا فرد به یکی از دو انتها برسد را حساب کنیم.

#### پاسخ
{\displaystyle T} را به عنوان زمان رسیدن به یکی از دو انتها در نظر بگیرید. مشخصا این یک کمیت تصادفی است و بنابراین امید ریاضی روی آن تعریف می‌شود. فرض میکنیم فرد در ابتدا روی عدد باشد و زمان رسیدن به یکی از دو انتها را با {\displaystyle T_{i}} نشان می‌دهیم. اگر این متغیر را روی جهت حرکت(به سمت راست یا چپ) شرطی کنیم، طبق ویژگی {\displaystyle \mathop {\mathbb {E} } [X]=\mathop {\mathbb {E} } [\mathop {\mathbb {E} } [X|Y]]}داریم:
{\displaystyle \mathop {\mathbb {E} } [T_{i}]=\mathop {\mathbb {E} } [\mathop {\mathbb {E} } [T_{i}|X]]=P[X_{1}]\mathop {\mathbb {E} } [T_{i}|X_{1}]]+P[X_{2}]\mathop {\mathbb {E} } [T_{i}|X_{2}]}
- {\displaystyle X}: جهت حرکت
- {\displaystyle X_{1}}: حرکت به چپ
- {\displaystyle X_{2}}: حرکت به راست.

وقتی به سمت راست یا چپ حرکت میکنیم در واقع یک قدم برداشته‌ایم و در یک جایگاه جدید قرار داریم. پس متوسط رسیدن به انتها از این جایگاه جدید هرچه باشد، با یک قدمی که برداشته‌ایم جمع خواهد یعنی
{\displaystyle {\begin{aligned}\mathop {\mathbb {E} } [T_{i}|X_{1}]=\mathop {\mathbb {E} } [T_{i-1}]+1,\\\mathop {\mathbb {E} } [T_{i}|X_{2}]=\mathop {\mathbb {E} } [T_{i+1}]+1\end{aligned}}}
همچنین احتمال حرکت به سمت راست یا چپ برابر {\displaystyle 1/2} است. از این پس {\displaystyle \mathop {\mathbb {E} } [T_{i}]=a_{i}} قرار می‌دهیم.
{\displaystyle a_{i}={\frac {1}{2}}(a_{i-1}+1)+{\frac {1}{2}}(a_{i+1}+1),a_{0}=a_{N}=0}
جواب از حل رابطه بازگشتی بالا بدست می آید.